# Gösta Knutsson

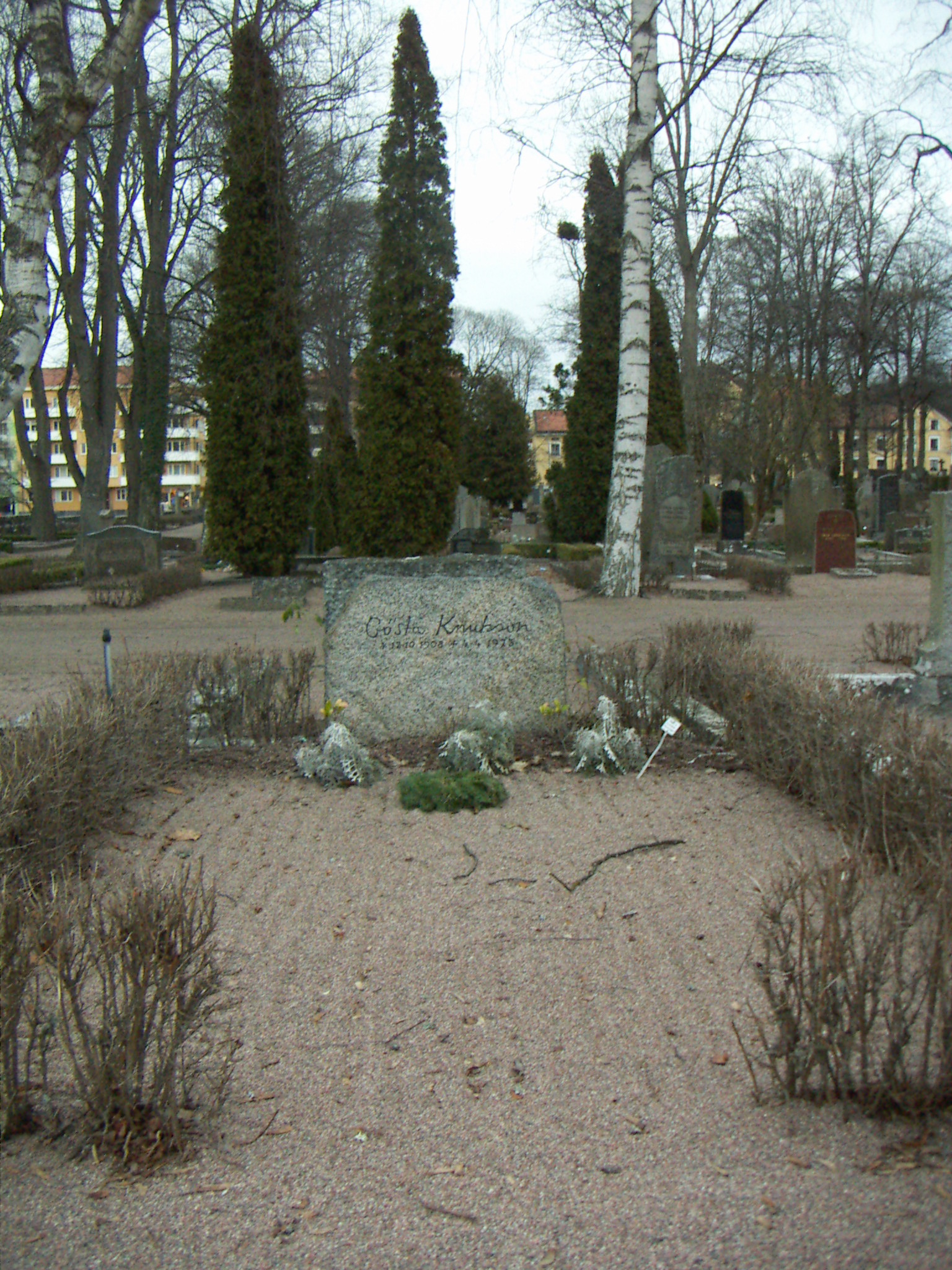
Gösta Knutssons gravvård på Uppsala gamla kyrkogård.

Gösta Lars August Knutsson, ursprungligen Johansson, född 12 oktober 1908 i Klara församling, död 4 april 1973 i Uppsala, var en svensk radioman, översättare och barnboksförfattare.

## Biografi
Gösta Knutsson föddes i Klara församling som son till grosshandlaren Karl Lars Knut Johansson (f. 1868) och hans hustru Julia Augusta Askerberg (f. 1864).
Knutsson debuterade redan år 1925 i skolan på Norra Latin med pjäsen Information på Björkeberga som även sändes i radio. Han blev fil.mag. vid Uppsala universitet 1931, var programchef vid Sveriges Radio i Uppsala 1936–1969 och lanserade 1938 frågesporten i Sverige. Det första programmet i radio var en match mellan lag från Stockholms nation och Göteborgs nation vid Uppsala universitet. En ständig följeslagare var domaren Ejnar Haglund, som också kallades "Allvetaren".
Knutsson medverkade nästan varje år i radioprogrammet Sommar på 1960- och 1970-talet; totalt blev det tolv program. TV-mediet skydde han egentligen, men i början av 1960-talet medverkade han i det populära programmet Söndagsbilagan, som leddes av Jan Gabrielsson.
Under sin studietid var Gösta Knutsson förste kurator för Stockholms nation, och sedan ordförande för Uppsala studentkår (1936–1938). Åren 1940–1942 var han redaktör för studentkårens tidning Ergo.
Hans böcker om katten Pelle Svanslös, den första utgåvan 1939, har blivit klassiska. Pelle Svanslös gick som julkalender på TV 1997. Böckerna har skrivits med ett antal av Knutssons vänner och bekanta som förebilder. Pelle själv är författarens alter ego, och Maja Gräddnos hans hustru sedan 1947 Erna (1926–2023), dotter till författaren och advokaten Uno Eng. Gösta Knutsson översatte också en rad barnböcker för FIB:s gyllene bok. Andra populära barnboksfigurer som har Knutsson som upphov är Tuff och Tuss samt Nalle Lufs.
Gösta Knutsson hette ursprungligen Johansson; namnet Knutsson tog han efter sin far enligt den gamla namntraditionen med patronymikon. Han blev riddare av Vasaorden 1965.
Gösta Knutsson ligger begravd på Uppsala gamla kyrkogård.

## Eftermäle
Astronomen Claes-Ingvar Lagerkvist vid Uppsala universitet, som upptäckt ett antal asteroider, har döpt asteroiden nummer 8534 till Knutsson, och det finns även asteroider med namnen Pellesvanslös, Måns, Billochbull, Gammelmaja och Laban.

### Barnböcker
- Pelle Svanslös på äventyr. Bonniers barnbibliotek, 99-0129170-4 ; 51. Stockholm: Bonnier. 1939. Libris 2745877
- Pelle Svanslös på nya äventyr. Bonniers barnbibliotek, 99-0129170-4 ; 60. Stockholm: Bonnier. 1940. Libris 1362006
- Pelle Svanslös i Amerika. Bonniers barnbibliotek, 99-0129170-4 ; 65. Stockholm: Bonnier. 1941. Libris 833574
- Pelle Svanslös klarar sig. Bonniers barnbibliotek ; 70. Stockholm: Bonnier. 1942. Libris 2745875
- Hur ska det gå för Pelle Svanslös. Bonniers barnbibliotek ; 74. Stockholm: Bonnier. 1943. Libris 2745869
- Pelle Svanslös och taxen Max. Bonniers barnbibliotek ; 78. Stockholm: Bonnier. 1944. Libris 2745876
- Pelle Svanslös i skolan. Bonniers barnbibliotek, 99-0129170-4 ; 88. Stockholm: Bonnier. 1945. Libris 833579
- Heja, Pelle Svanslös. Bonniers barnbibliotek, 99-0129170-4 ; 93. Stockholm: Bonnier. 1946. Libris 1210809
- Pelle Svanslös för de minsta / illustrerad av Lucie Lundberg. Stockholm: Bonnier. 1947. Libris 1267542
- Pelle Svanslös och Maja Gräddnos. Bonniers barnbibliotek, 99-0129170-4 ; 96. Stockholm: Bonnier. 1947. Libris 1291658
- Trillingarna Svanslös. Bonniers barnbibliotek, 99-0129170-4 ; 98. Stockholm: Bonnier. 1948. Libris 833571
- Nalle Lufs / illustrerad av Eva Alexandrowa. Bonniers barnbibliotek, 99-0129170-4 ; 100. Stockholm: Albert Bonniers förl. 1949. Libris 827085
- Pelle Svanslös köper julklappar. Stockholm. 1949. Libris 2745874
- Nalle Lufs i farten / illustrerad av Eva Alexandrowa. Regnbågs-böckerna. Stockholm: Albert Bonniers förl. 1950. Libris 827070
- Alla tiders Pelle Svanslös!. Bonniers barnbibliotek ; 102. Stockholm: Bonnier. 1951. Libris 1454771
- Pelle Svanslös' visor / musik: Erland von Koch ... Stockholm: Bonniers förl. 1951. Libris 2628322
- Nalle Lufs och Skrutten / illustrerad av Eva Alexandrowa. Bonniers barnbibliotek, 99-0129170-4 ; 105. Stockholm: Bonnier. 1952. Libris 1454779
- Vill du läsa om Pelle Svanslös? : bredvidläsebok för skolans lågstadium / med illustrationer av Robert Högfeldt. Stockholm: Sv. bokförl. (Bonnier. 1952. Libris 2745915
- Tuff och Tuss på äventyr / omslag och illustrationer av Helga Henschen. Bonniers barnbibliotek ; 109. Stockholm: Bonnier. 1953. Libris 2745879
- Taxen Sofi / med teckningar av Martin Lamm. Stockholm: Åhlén & Åkerlund. 1954. Libris 1454787
- Pelle Svanslös och julklappstjuvarna / illustrationer: Lucie Lundberg. Barnens stora julkalender, 99-1794821-X ; [1957]. [Stockholm]: [Åhlén & Åkerlund/Bonnier]. 1957. Libris 1509523
- Pigge Lunk. Stockholm: Bonnier. 1958. Libris 1509836
- Kurre Smack lär sig klockan : berättelse om en vetgirig ekorre. Stockholm: Kurre Smack-skivan. 1962. Libris 1506787
- Sverige runt med Kurre Smack. Stockholm: Kurre Smack-skivan. 1962. Libris 1509851
- Stort och smått kring Kurre Smack. Stockholm: Kurre Smack-skivan. 1963. Libris 1509856
- Året runt med Kurre Smack. Stockholm: Kurre Smack-skivan. 1963. Libris 1509872
- Jorden runt med Kurre Smack. Stockholm: Kurre Smack-skivan. 1964. Libris 1506607
- Kurre Smack och alla husdjuren. Stockholm: Kurre Smack-skivan. 1964. Libris 1506773
- Hasse Hare. Hälsingborg: Kärnan. 1964. Libris 1506493
- Johan och Pegg : Nationalföreningen för trafiksäkerhetens främjande i samråd med Barnpsykologiska forskningsinstitutionen vid Stockholms universitet / tecknade av Berndt-Rune Jäverbrant. Stockholm: [Seelig]. 1964. Libris 1506506
- Stackars Svarten. Hälsingborg: Kärnan. 1964. Libris 1509849
- Tomas och Trassel. Bonniers barnbibliotek. Läsa-själv-böcker, 99-2063730-0 ; 213. Stockholm: Bonnier. 1967. Libris 1509858
- Duns och Luns. Bonniers barnbibliotek. Lätt att läsa-serien, 99-2063732-7 ; 218. Stockholm: Bonnier. 1968. Libris 1506473
- Kung Kul. Bonniers barnbibliotek. Lätt att läsa-serien, 99-2063732-7 ; 222. Stockholm: Albert Bonniers förl. 1969. Libris 826488
- Nicke med luggen. Bonniers illustrerade barnböcker, 99-0125790-5. Stockholm: Albert Bonniers förl. 1971. Libris 826474

Efter Knutsson död har det därutöver utkommit olika bearbetningar och utdrag.

### Frågesport
- Vem vet vad? : 500 fyndiga frågor. Stockholm. 1943. Libris 2745880
- Förlåt att jag frågar! : 500 nya frågor och svar. Stockholm: Bonnier. 1945. Libris 2745868
- Knepiga klubben : 111 problem med lösningar. Stockholm. 1948. Libris 2745916 - Tillsammans med Knut Winberg.
- Våga - vinn! : frågesport för hela familjen. Stockholm: Bonnier. 1948. Libris 1417708
- Kvällen är räddad : frågesport och sällskapslekar för hela familjen. Stockholm. 1949. Libris 2745871
- Vet ni vad? : underhållning för hela familjen. Stockholm: Bonnier. 1950. Libris 1417707
- Kvistigt och listigt : frågor, gåtor och lekar för hela familjen. Stockholm: Bonnier. 1951. Libris 1454776
- Frågekarusellen : underhållning för hela familjen. Stockholm: Bonnier. 1953. Libris 1454772
- Skärp er! : tusen och en frågor och lekar. Stockholm: Bonnier. 1958. Libris 1509847
- 25 år : 25 x 25 frågor och svar. Stockholm: Bonnier. 1963. Libris 1509875

### Varia
- Musikaliska uppsalaminnen. [Uppsala]. 1938. Libris 2745872
- Det verkliga studentantalet i Upsala och Lund. Uppsala. 1938. Libris 2745881

### Översättningar (urval)
- Lewis Carroll: Alices äventyr i sagolandet och Bakom spegeln (1945)
- Kathryn Jackson: Den skrynkliga elefanten (Folket i bild, 1950)
- Walt Disney: Den ensamma ankungen (The ugly duckling) (Folket i Bild, 1952)
- Jane Werner Watson: Björnen i den brinnande skogen (svensk text Erna och Gösta Knutsson, Folket i Bild, 1955?)
- Barbara Lindsay: Kapten Kängurus kalas (översatt tillsammans med Erna Knutsson, Folket i Bild, 1959)
- Richard Scarry: Richard Scarry's bästa sagor (översatt tillsammans med Erna Knutsson, Folket i Bild, 1969)

## Filmografi
- När ungdomen vaknar 1943
- Sanningen om Johansson 1949
- Bror min och jag 1953
- Pelle Svanslös och de andra katterna 1964

## Manus
- Titteliture (Julkalendern i Sveriges Television) 1960